# Alice Schwarzer
Alice Schwarzer (ur. 3 grudnia 1942 w Wuppertal-Elberfeld) – niemiecka feministka, przedstawicielka tzw. Nowego (niemieckiego) Ruchu Kobiecego. Założycielka i wydawczyni dwumiesięcznika Emma.

## Życiorys

Alice Schwarzer w roku 1977

Alice Schwarzer urodziła się jako nieślubne dziecko i wychowywana była przez swoich dziadków. Zgodnie z ówczesnym prawem rodzinnym w Niemczech, prawa rodzicielskie do nieślubnego dziecka musiały zostać przypisane mężczyźnie, co w przypadku Schwarzer wziął na siebie jej dziadek, Ernst Schwarzer. W jednym z wywiadów Schwarzer określiła go, jako „bardzo matczynego dziadka”. 
Po zdobyciu wykształcenia jako sekretarka, Alice Schwarzer przeprowadziła się w 1963 roku do Paryża, gdzie rozpoczęła naukę w studium językowym. Następnie, po powrocie do Niemiec pracowała w latach 1963–1969 jako dziennikarka, po czym wróciła do Paryża. Schwarzer pochodziła z ateistycznej rodziny. Z własnej woli w wieku lat dwunastu przyjęła chrzest, a następnie komunię. Sama określa się jako „raczej niewierząca”.
W latach 1970 do 1974 pracowała jako wolna korespondentka różnych mediów w Paryżu studiując jednocześnie psychologię i socjologię, między innymi u Michel Foucault. Wraz z Monique Wittig należała do inicjatorek Paryskiego Ruchu Kobiecego (Mouvement de Libération des femmes, MLF), przenosząc następnie jego idee do Niemiec.
W 2014 roku broniła Putina po aneksji Krymu przez Rosję.
Jest jedną z pierwszych sygnatariuszek Listu otwartego do kanclerza Olafa Scholza z 29 kwietnia 2022, który wypowiada się przeciwko sprzedaży broni na Ukrainę w związku z obawami o trzecią wojnę światową w kontekście rosyjskiej inwazji na Ukrainę w 2022.